# HD 29065
HD 29065，又名BD-09 930，SAO 131316、HR 1452，是一颗恒星，视星等为5.26，位于銀經204.9，銀緯-34.51，其B1900.0坐标为赤經4h 29m 24.4s，赤緯-9° -34.51′ 34″。